# پیرکو سایسیو
پیرکو سایسیو (فنلاندی: Pirkko Saisio؛ زادهٔ ۱۶ آوریل ۱۹۴۹) بازیگر، نویسنده، کارگردان فیلم، فیلم‌نامه‌نویس اهل فنلاند است.
از فیلم‌های او می‌توان به شب ملموس، در مهتاب و سه اتاق برای اندوه اشاره کرد.